# Plemyria dahurica
Plemyria dahurica är en fjärilsart som beskrevs av Otto Staudinger 1892. Plemyria dahurica ingår i släktet Plemyria och familjen mätare. Inga underarter finns listade i Catalogue of Life.